# Guácima de Alajuela
Guácima es un distrito del cantón de Alajuela, en la provincia de Alajuela, de Costa Rica.

## Geografía
Guácima cuenta con un área de 28,07 km² y una altitud media de 804 m s. n. m.

## Demografía
Para el año 2022, Guácima cuenta con una población estimada de 30 361 habitantes, y para el último censo efectuado, en 2011, Guácima contaba con una población de 20 183 habitantes.

## Localidades
- Poblados 8 comunidades con ADI: Guacima Arriba, Guacima Abajo, Rincón Chiquito, La Pradera,  Rincón de Herrera, Santiago Oeste el Coco, San Francisco y Las Vueltas.

## Economía
El Parque Viva (antiguo Autódromo La Guácima) del Grupo Nación, se encuentra en este distrito, es sede de conciertos entre los que se destacan: Björk, LMFAO, Maroon 5, Jamiroquai, Depeche Mode, Incubus, Moby, Smashing Pumpkins, Cypress Hill, Sting, Duran Duran, Aerosmith, Faith No More, Megadeth, Slayer, Ky-Mani Marley, The Casualties, Mad Professor y otros.

## Transporte

### Aeropuerto
El Aeropuerto Internacional Juan Santamaría se ubica parcialmente en este distrito, y el área restante en el distrito de Río Segundo.

### Carreteras
Al distrito lo atraviesan las siguientes rutas nacionales de carretera:
- Ruta nacional 1
- Ruta nacional 27
- Ruta nacional 122
- Ruta nacional 124

### Ferrocarril
El Tren Interurbano administrado por el Instituto Costarricense de Ferrocarriles, atraviesa este distrito.